# Polizeidirektion Braunschweig

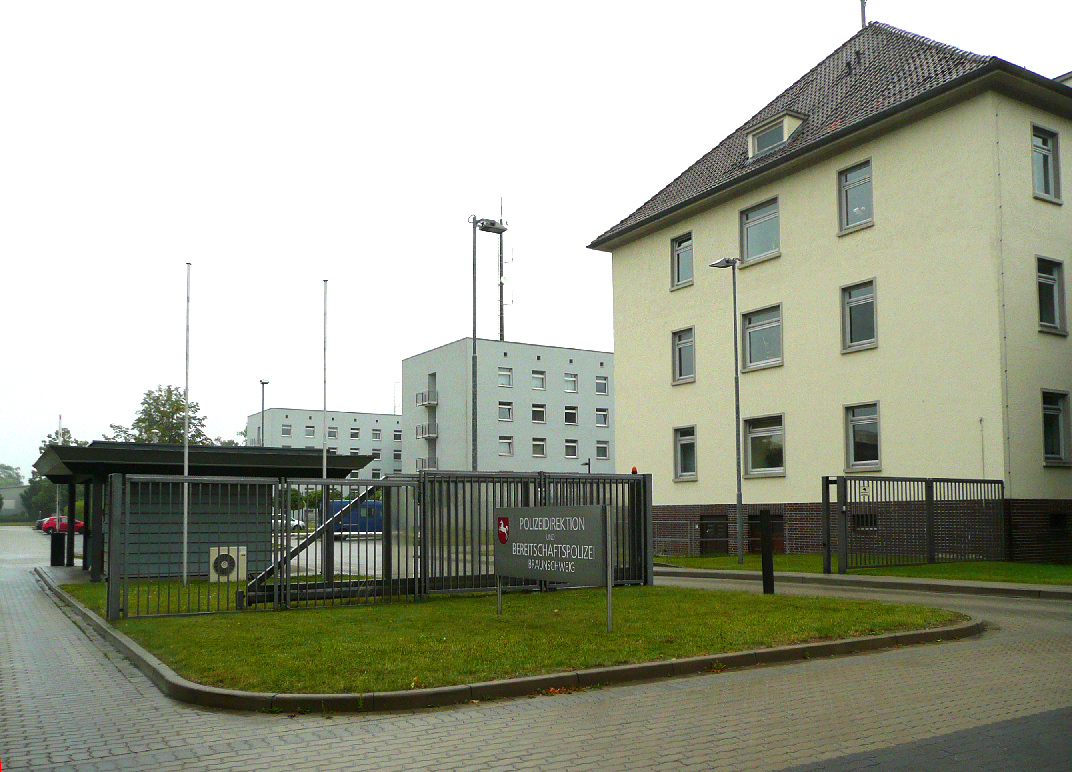
Sitz der Polizeidirektion Braunschweig im Stadtteil Gliesmarode

Die Polizeidirektion Braunschweig (PD Braunschweig) ist eine von sechs regionalen Polizeidirektionen der Polizei Niedersachsen mit Sitz im Stadtteil Gliesmarode in Braunschweig. Sie ist für die Polizeiinspektionen Braunschweig, Gifhorn, Goslar, Salzgitter/Peine/Wolfenbüttel und Wolfsburg/Helmstedt zuständig. Leiter ist seit 2025 Thomas Ring als Polizeipräsident. Die PD Braunschweig ist dem Niedersächsischen Ministerium für Inneres und Sport nachgeordnet.

## Geschichte

### Vorgeschichte
Während es im Braunschweiger Land eine von Herzog August 1647 erlassene Polizeiordnung gab, regelte die Stadtverwaltung in Braunschweig lange ihre Polizeiangelegenheiten selbst. Erst 1761 löste sich das Polizeiwesen von der Stadtverwaltung als Polizeidepartement ab. Nach der preußischen Niederlage von 1806 gegen Napoleon wurde das Fürstentum Braunschweig-Wolfenbüttel 1807 dem Königreich Westphalen einverleibt. Es bekam unter französischer Besatzung einen Verwaltungsaufbau nach französischem Muster und Braunschweig wurde zur Hauptstadt des Departements der Oker. Nach dem Ende der napoleonischen Herrschaft und dem Zusammenbruch des Königreichs Westphalen ab 1813 entstand in der Nachfolge das Herzogtum Braunschweig. In diese Zeit fiel die Gründung der Polizeidirektion Braunschweig, als Herzog Friedrich Wilhelm das Staatswesen des Herzogtums neu organisierte und die französischen Neuerungen teilweise rückgängig machte.

### Gründung
Eine erste namentliche Nennung der Polizeidirektion Braunschweig erfolgte in einem Zeitungsartikel vom 2. Februar 1814, der die Behörde den Lesern vorstellte. Sie wurde von einem Polizeidirektor geleitet, der rangmäßig hoch angesiedelt war und sich unmittelbar hinter dem Braunschweiger Stadtdirektor befand. Das Personal umfasste 1820 insgesamt 23 Beamte, darunter 17 Polizeidiener. Ihre Anzahl stieg im 19. Jahrhundert trotz einer Einwohnerzahl von 50.000 Personen nur leicht bis auf 29 Polizeidiener an, die später in Polizeisergeanten umbenannt wurden. Als Braunschweig 1890 mit 100.000 Einwohnern zur Großstadt wurde, stieg die Zahl der Polizeibediensteten an. In dieser Zeit gab es etwa 100 Polizeisergeanten und weiteres Personal, wie Registratoren, Schreiber, Inspektoren und Polizeicommissaiere. Eine Berechnung der Polizeidichte ergab 1872, dass theoretisch auf 1.000 Einwohner ein Polizeisergeant kam, praktisch aber nur ein Polizeisergeant auf 3.300 Einwohner. Im Vergleich dazu lag die Polizeidichte in anderen Städten damals bei 1:200 bis 1:400, wie in Berlin, Wien oder St. Petersburg.

### Novemberrevolution 1918
Bei der Novemberrevolution in Braunschweig erreichten am 6. November 1918 meuternde Matrosen aus Kiel
und Wilhelmshaven die Stadt. Am 7. November erschien ein Trupp Bewaffneter aus den Reihen der Aufständischen am Polizeihauptgebäude in der Münzstraße. Die Polizisten verweigerten die Waffenabgabe und eine aufgebrachte Menschenmenge drang in das Gebäude ein. Die Polizisten leistete wegen der Übermacht keine Gegenwehr. Sie wurden entwaffnet und sofort wieder freigelassen, allerdings von den Aufständischen in den Ruhestand versetzt. Lediglich der Polizeipräsident Carl vor dem Busch wurde acht Tage lang gemeinsam mit anderen Repräsentanten der Stadt als Geisel im Braunschweiger Schloss festgehalten. Dort hatte der Arbeiter- und Soldatenrat seinen Sitz eingerichtet. Nach der Ausrufung der Sozialistischen Republik Braunschweig am 9. November wurde nach sowjetischem Vorbild eine Rote Garde eingerichtet, um Recht und Ordnung wiederherzustellen. Bereits am 14. November wurde sie in Volkswehr umbenannt und da sie die Ordnung nicht garantieren konnte, wurden alle Polizeibeamten wieder eingestellt. Nur die höheren Polizeiführer, wie der Polizeipräsident, wurden in den Ruhestand versetzt. Seine Tätigkeit übernahm ein Arbeiter, der zuvor als Schlosser tätig war. Mit dem Scheitern der Revolution durch den Einmarsch von Freikorps-Truppen April 1919 wurden die alten Zustände wiederhergestellt.

### Weimarer Republik
Ende 1919 wurde die paramilitärische und kasernierte Sicherheitspolizei in Braunschweig eingerichtet, die unter dieser Bezeichnung aber nur bis 1920 bestand. Sie trug eine grüne Uniform im Gegensatz zur blauen Uniform der herkömmlichen Polizei. Grund zur Schaffung des Verbandes war die überhandnehmende Kriminalität in der Stadt, vor allem durch Diebstähle. Hinzu kam ein Handgranatenanschlag auf das Gefängnis Rennelberg, dessen Motive nie bekannt wurden. Die Einheit umfasste 420 Mann und setzte sich vorwiegend aus früheren Soldaten und Angehörigen von Freikorps zusammen. Führungspositionen hatten ehemalige Offiziere der Reichswehr inne. Zum Sitz wurde kurzfristig die Husarenkaserne am Altewiekring und ab 1920 die heute nicht mehr bestehende Infanteriekaserne am Fallerslebener Tore.
1920 befürchteten Arbeiterschaft und Kommunisten in Braunschweig einen Putsch durch reaktionäre Reichswehr-Offiziere. Sie rotteten sich mit 200 Mann zusammen und besetzten am 17. März 1920 mit Waffengewalt das benachbarte Dorf Broitzem, von wo aus sie Braunschweig erobern und die Regierung stürzen wollten. Beim Anrücken von Sicherheitspolizei und Reichswehr kam es zu einem Gefecht, bei dem Panzerwagen und Maschinengewehre eingesetzt wurden.
Bereits nach etwas mehr als einjährigem Bestehen wurde die Sicherheitspolizei in Braunschweig 1920 in die Schutzpolizei überführt. Die militärisch erscheinende grüne Uniform wurde beibehalten. Grund der Maßnahme war die Forderung der Siegermächte des Ersten Weltkriegs nach Auflösung der Sicherheitspolizei, die sie als verbotene militärische Organisation ansahen. Bei einer Umorganisation 1921 integrierte die Polizeidirektion die herkömmliche Polizei mit blauer Uniform in die Schutzpolizei mit grüner Uniform. Die Schutzpolizei umfasste dann 600 Mann, die überwiegend kaserniert war und von der nur etwa 130 Mann den Straßendienst in der Stadt versahen. Der Kriminalpolizei gehörten zu dieser Zeit 125 Mann an. Eine weitere Polizeisparte war die Verwaltungspolizei, die für Gewerbe-, Gesundheits-, Pass-, Melde- und Marktwesen zuständig war.
1921 klärte die Braunschweiger Polizei politisch motivierte Sprengstoffanschläge auf vier Gebäude sowie mehrere Überfälle, unter anderem auf das Postamt, auf. Festgenommen wurden Minna Faßhauer als Mitglied der KAPD und der Sohn des Kommunisten August Merges.
1922 führte die Hyperinflation zu Teuerungstumulten in Braunschweig, bei denen die einschreitende Polizei von der Menge gewalttätig angegangen wurde. Durch die schlechte Versorgungslage der Bevölkerung kam es verstärkt zu Plünderungen.
1924 änderte sich die Uniformfarbe der Schutzpolizei in Braunschweig von grün nach schwarz. Damit kam man einer Forderung der Siegermächte des Ersten Weltkriegs nach, die das militärische Erscheinungsbild der Polizei mit vorwiegend feldgrauen Uniformen in Deutschland abschaffen wollten. Obwohl andere deutsche Länder blau als Uniformfarbe wählten, wurde in Braunschweig auf schwarz umgestellt. Grund war die bis 1809 zurückgehende Tradition der Uniformfarbe. Schwarz war das Kennzeichen der Schwarzen Schar von Herzog Friedrich Wilhelm, dem schwarzen Herzog.

### Zeit des Nationalsozialismus
Ab Anfang der 1930er Jahre galt Braunschweig als Stadt im Deutschen Reich mit besonders gewalttätigen politischen Auseinandersetzungen. Die Polizei stand jeweils zwischen den sich bekämpfenden Parteien aus dem politisch rechten und linken Lager.
Im Freistaat Braunschweig waren die Nationalsozialisten bereits ab 1930 durch eine Landtagswahl an der politischen Macht beteiligt. In einer Koalitionsregierung mit bürgerlichen Kräften besetzte die NSDAP den Innenministerposten mit ihrem Parteigänger Anton Franzen. Er drang rasch auf Personalveränderungen, bei denen SPD-Angehörige aus führenden Positionen entlassen wurden, wie der Kommandeur der Schutzpolizei Siering. Der Innenminister nahm auch bei praktischen Entscheidungen Partei für seine Parteigenossen und entschied gegen die Polizei. Als Adolf Hitler Anfang 1931 Braunschweig besuchte, war zu seinem Schutz vor seinem Hotel Polizei aufgezogen, da politische Gegner gegen ihn demonstrierten. Da die NSDAP den Einsatz der Polizei gegen die Demonstranten als ungenügend empfand, ordnete der Innenminister den Rückzug der Polizei an und übertrug die Schutzaufgabe der SA.
Am SA-Aufmarsch in Braunschweig am 17. und 18. Oktober 1931 als nationalsozialistische Machtdemonstration nahmen mehrere Zehntausend SA- und SS-Männer aus ganz Deutschland sowie Adolf Hitler teil. Neben dem eigentlichen Aufzug zogen uniformierte SA-Männer Kampflieder singend und randalierend durch Arbeiterviertel. Die Polizei stand den Ereignissen machtlos gegenüber, der Polizeipräsident leugnete Straßenkämpfe sogar. Wegen Verstoßes gegen das Uniformverbot kam es erst außerhalb des Freistaats Braunschweig bei der Rückfahrt vereinzelt zu Festnahmen von uniformierten SA-Männern durch die Schutzpolizei.
Ab 1932 erfolgten „Säuberungen“ im Personalkörper der Polizei. Polizisten mit einer nicht nationalsozialistisch gemäßen Einstellung wurden nach Ablauf ihrer 12-jährigen Anstellung nicht weiter beschäftigt. Auch wurden als abschreckende Beispiele Polizeibeamte, die gegen Übergriffe der SA auf Kommunisten eingeschritten waren, entlassen.
1933 ließ der Braunschweigische NSDAP-Innenminister Dietrich Klagges unter Leitung von Friedrich Alpers eine Hilfspolizei einrichten, die aus Angehörigen von SS, SA und Stahlhelm rekrutiert wurde. Sie sollte die Schutzpolizei wegen möglicher „kommunistischer Terrorakte“ unterstützen. Nach einem Überfall von Reichsbannerangehörigen auf einen SS-Mann stürmte die Hilfspolizei am 9. März 1933 das Gebäude der sozialdemokratischen Zeitung Braunschweiger Volksfreund. Bei einem Schusswechsel wurde ein Zeitungsangestellter erschossen. In einem Schreiben an die Braunschweiger Polizei vereitelte der Innenminister eine Strafverfolgung der Hilfspolizei. Die Einheit wurde nach wenigen Monaten ihres Bestehens wieder aufgelöst. In dieser Zeit richteten sich ihre Maßnahmen mit außerordentlicher Brutalität hauptsächlich gegen Angehörige verschiedener Arbeiterorganisationen, die SPD, die KPD, aber auch gegen Juden.
Beim Stahlhelm-Putsch am 27. März 1933 in Braunschweig fanden sich mehrere tausend Kommunisten, Sozialdemokraten, Gewerkschafter und andere Personen ein, um sich im AOK-Gebäude als neue Stahlhelm-Mitglieder registrieren zu lassen. Bewaffnete SA- und SS-Einheiten, begleitet von regulärer Polizei, die wegen der „drohenden Putschgefahr“ entsandt worden war, griffen unter Einsatz von Schlagstöcken und Schusswaffen sowohl die Personen als auch das Gebäude an. SS und Polizei trieben die Menschen aus dem Gebäude, während die Hilfspolizei die Menschen vor dem AOK-Haus wiederum durch Schlagstockeinsatz und Schüsse in das Gebäude zurücktrieb.
Kurz nach der Machtergreifung wurde im Juni 1933 in Braunschweig ein Landespolizeiamt gegründet, in der alle Polizeien zusammengefasst wurden. Polizeichef wurde der SS-Angehörige Friedrich Jeckeln. Im Zuge der Gleichschaltung der Länder ging die Polizeihoheit in Braunschweig 1933 an das Reich über.
Gegen Ende des Zweiten Weltkriegs erreichten Einheiten der 30. US Infanterie-Division um den 8. April 1945 die Gegend nordwestlich von Braunschweigs. Als Generalleutnant Karl Veith, letzter Kampfkommandant der Stadt, am Abend des 10. April die förmliche Kapitulation gegenüber US-General Leland Hobbs ablehnte, wurde die Stadt stundenlang mit schwerer Artillerie beschossen. Mehrere hundert Beamte der Schutzpolizei setzten sich daraufhin in den Elm ab. Obwohl die Polizisten hauptsächlich mit Pistolen und nur wenige mit Gewehren ausgerüstet waren, bezogen sie am Waldrand Stellung gegen anrückende amerikanische Truppen. Nach Angriffen durch amerikanische Jagdbomber und Artilleriebeschuss löste sich die Polizeitruppe auf.
In Braunschweig hielten sich am 11. April 1945 rund 150 Schutzpolizisten im Bunker des Polizeihauptgebäudes in der Münzstraße für Entscheidungen zur Frage der Verteidigung der Stadt bereit. In den frühen Morgenstunden des 12. April erschienen mehrere Personen in diesem Bunker, darunter zwei US-Soldaten sowie der erst wenige Stunden zuvor zum amtierenden Oberbürgermeister der Stadt ernannte Jurist Erich Bockler. Nach kurzen Verhandlungen wurde das Protokoll der Übergabe der Stadt Braunschweig dort am 12. April 1945 um 02:59 Uhr unterzeichnet. Anschließend besetzten amerikanische Truppen kampflos die Stadt. Am 5. Juni ging das Kommando auf britische Streitkräfte über und Braunschweig gehörte fortan zur Britischen Besatzungszone.

### Nachkriegszeit
Noch vor der militärischen Besetzung von Braunschweig am 12. April 1945 ließ der kommissarische Polizeipräsident die Polizei entwaffnen, damit kein Verdacht auf militärische Aktionen gegen amerikanische Truppen aufkommen konnte. Obwohl nach der Kapitulation in der Stadt Plünderungen in großem Maßstab einsetzten, lehnte die alliierte Militärregierung eine Wiederbewaffnung der Polizei ab. Stattdessen begleiten bewaffnete britische Soldaten die Polizisten bei ihren Streifengängen.
Am 18. April 1945 wurden 90 Polizeibeamte, die Mitglieder der NSDAP waren, von der Militärregierung entlassen. Am 31. Mai wurden aus diesem Grund 353 weitere Beamte entlassen, was zu einer Personalknappheit führte. Durch die Einstellung von Polizeianwärtern gab es zwar im Juni 1945 wieder rund 500 Polizisten, unter denen aber nur etwa 30 langjährig erfahrene und ausgebildete Beamte waren. Die Polizisten versahen bis Oktober 1945 ihren Dienst in Zivilkleidung, da sie noch keine Uniform besaßen. Eine Armbinde mit der Aufschrift „MG“ für „Military Government“ kennzeichnete sie. Die Bewaffnung bestand aus einem Gummiknüppel.
Die britische Militärregierung reorganisierte in ihrer Besatzungszone die Polizei nach britischem Vorbild mit weitgehend dezentralisierter Struktur. Es wurde eine Einheitspolizei ohne Schutz- oder Kriminalpolizei geschaffen. Da Braunschweig eine Großstadt war, entstand in ihr eine Stadtpolizei. Sie wurde von einem Chef der Polizei geleitet. Polizeiliche Hauptbetätigungsfelder in der frühen Nachkriegszeit war die Bekämpfung von Schwarzhandel und Kohleplünderungen.

## Dienstgebäude und Polizeireviere

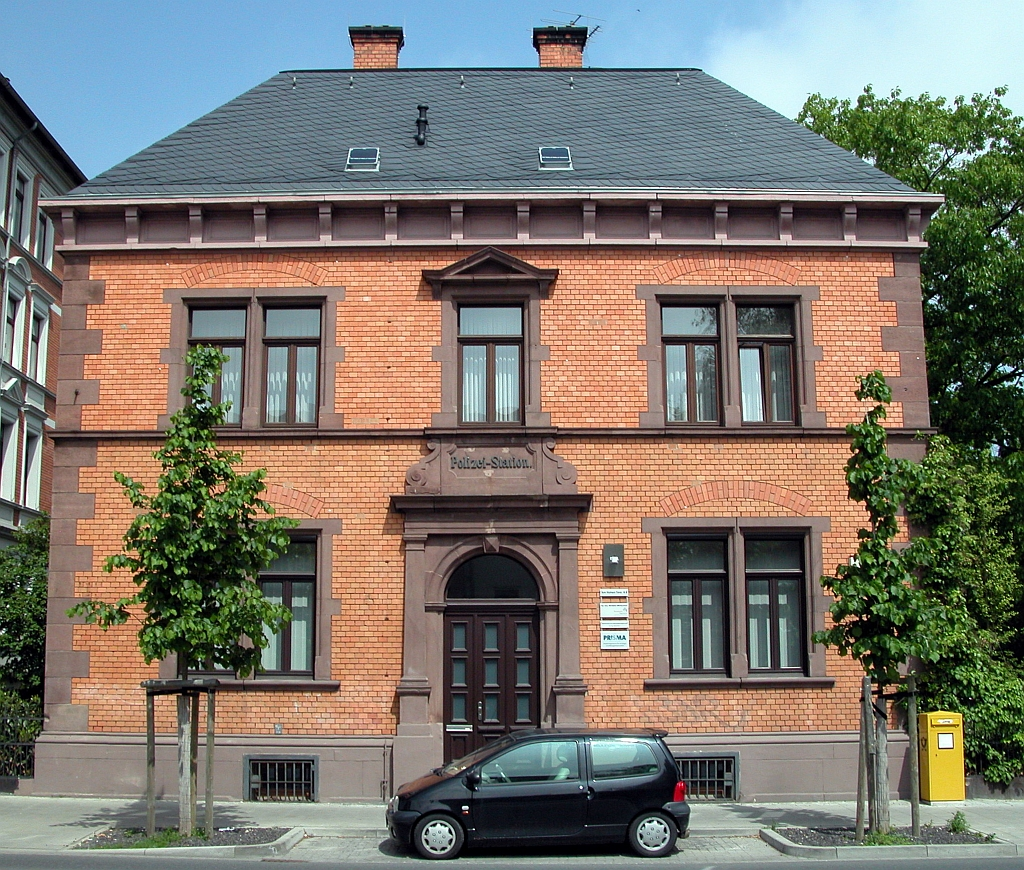
Ehemalige Polizeiwache am Madamenweg, erbaut 1890

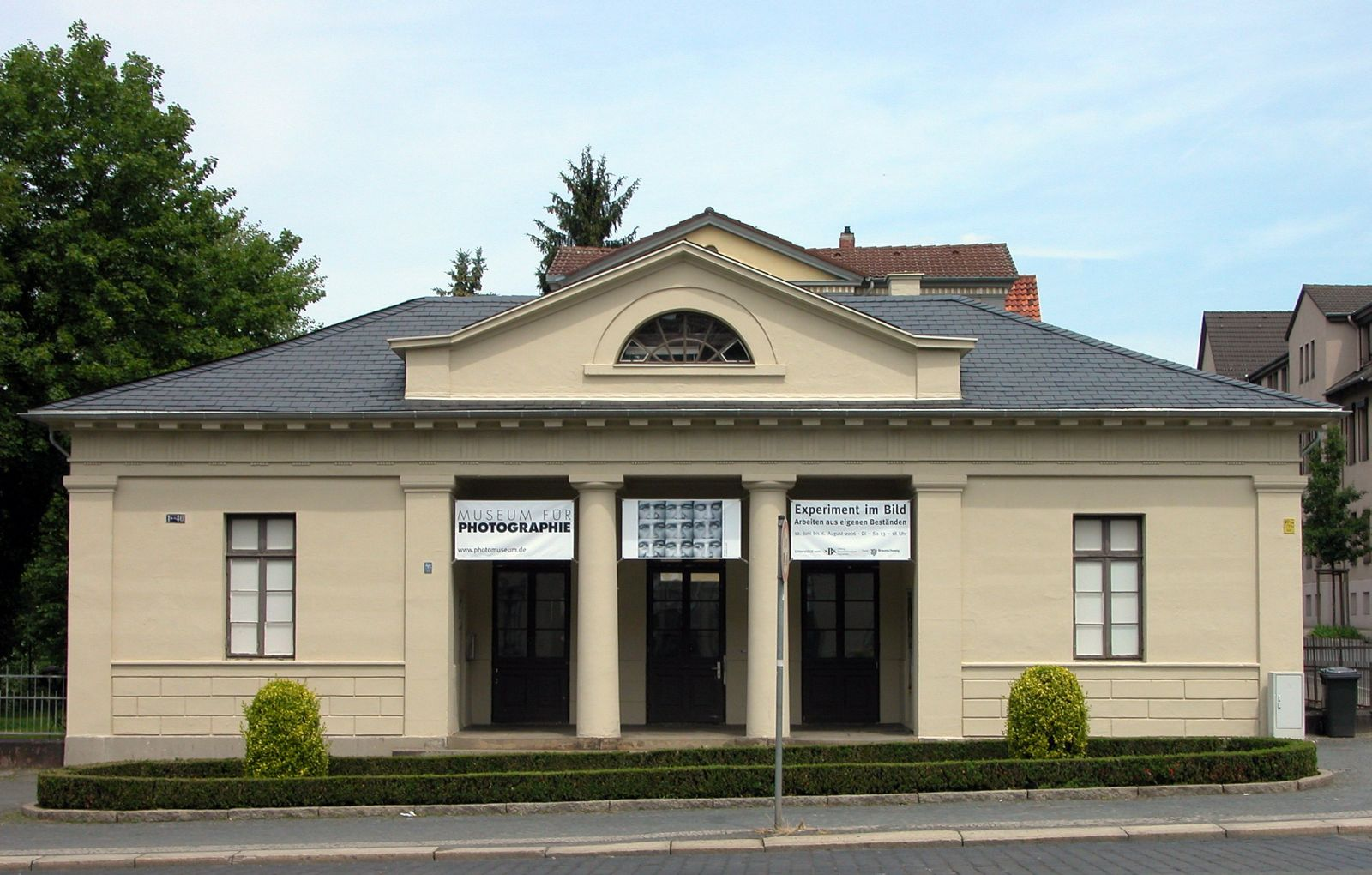
Ehemaliges Torhaus am Steintor in dem sich eine Polizeiwache befand, heute Museum für Photographie

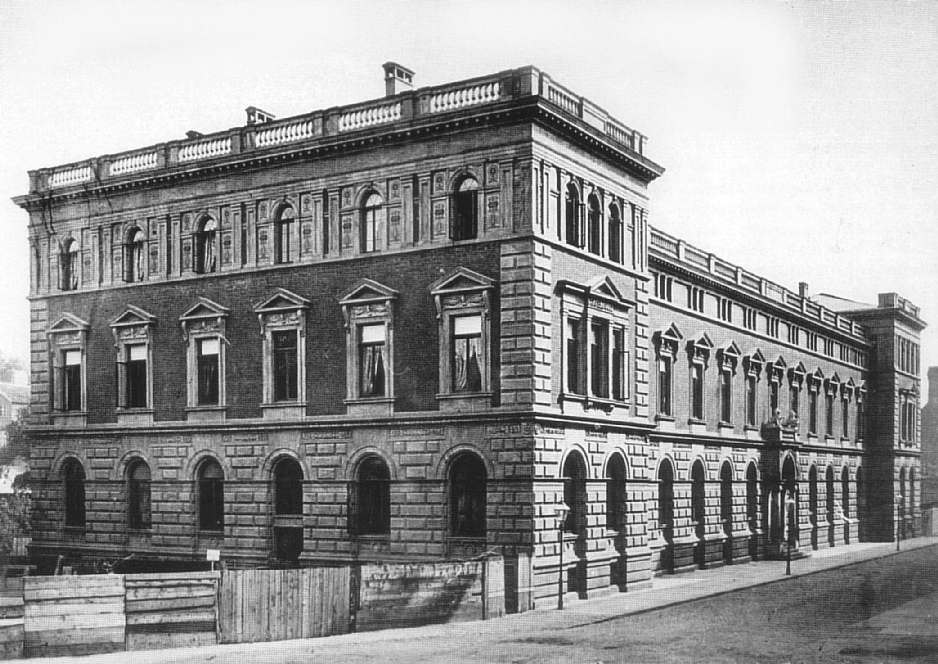
Dienstgebäude in der Münzstraße nach der Fertigstellung 1880

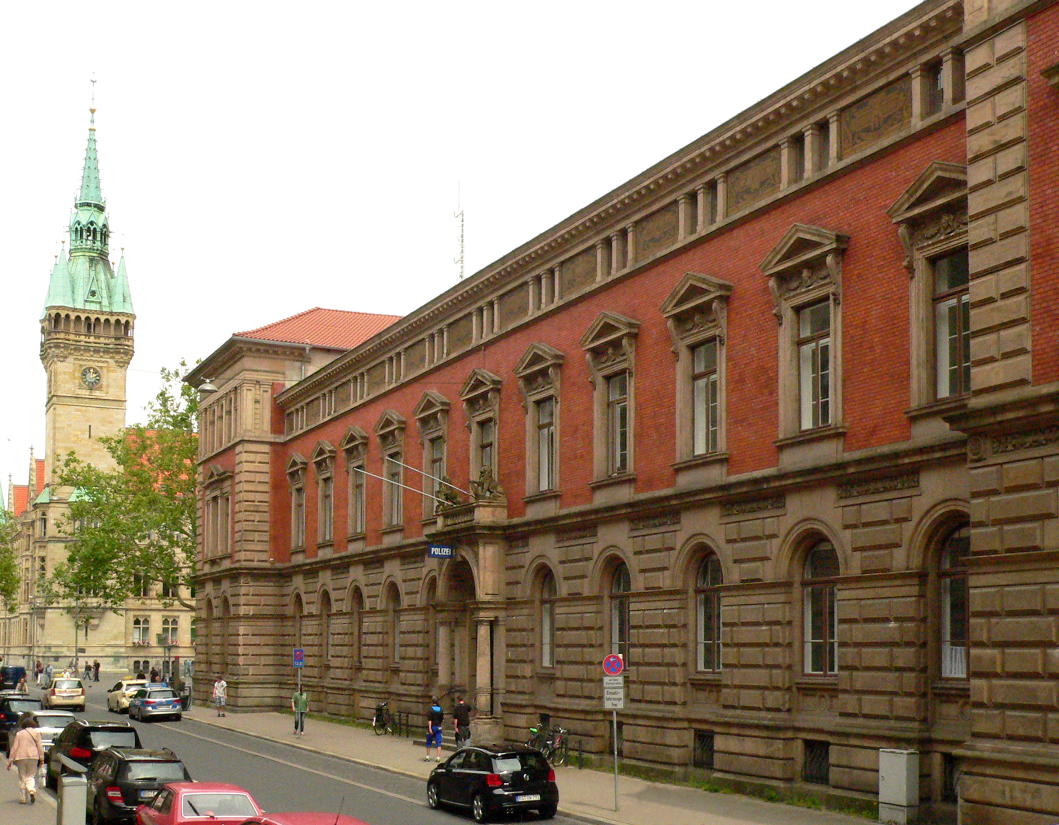
Dienstgebäude an der Münzstraße, 2014

Die erste Polizeiwache befand sich im Haus Kleine Burg 10, ab 1815 in der Langedammstraße 2 und ab 1820 in der Gördelingerstraße. Da die Kontrolle der Stadt von einer zentralen Stelle nicht möglich war, wurden in Braunschweig mehrere Polizeiwachen eingerichtet. 1894 gab es neun Wachen, darunter befanden sich vier in den Torhäusern des Steintors, Petritors, Wendtores und Wilhelmitors. Die Torhäuser waren nach der Schleifung der bastionärsmäßigen Stadtbefestigung am Okerumflutgraben Anfang des 19. Jahrhunderts entstanden und dienten als Zollstationen zur Kontrolle des Verkehrs in und aus der Stadt. Teilweise wurden sie als Polizeiwachen bis 1938 betrieben. Die Polizeiwache am Madamenweg wurde um 1890 erbaut.
1879 begann der Bau des zentralen Dienstgebäudes an der Münzstraße. Zuvor musste an dieser Stelle das 1709 fertiggestellte Bevernsche Schloss, ein Fachwerkbau, abgerissen werden. Da das Grundstück im Bereich von zwei alten Flussarmen der Oker lag, waren umfangreiche Pfahlgründungen mit 6 m langen Eichenpfählen notwendig, die in den Boden gerammt wurden. Darauf entstand ein 67 m langer Bau mit Zügen von italienischen Renaissance- und Barockbauten. 1880 wurde der Betrieb auf drei Etagen und etwa 2.500 m² nutzbarer Fläche aufgenommen. Bereits 1910, als die Stadt auf rund 150.000 Einwohner angewachsen war, machte sich die Beengtheit des Gebäudes für die 170 Beamten bemerkbar. Es erfolgten An- und Umbauten und Dienstwohnungen wurden zu Diensträumen. Zwischen 1910 und 1915 wurde das hinter dem Polizeigebäude liegende Gebäude und später für einen Zugang das Grundstück Bohlweg 10 zugekauft. Eine weitere nennenswerte Umgestaltung des Grundstücks erfolgte während des Zweiten Weltkrieges 1942 durch den Bau eines zweigeschossigen Luftschutzbunkers, der wegen des einsetzenden Luftkrieges gegen die Stadt mit bedeutender Rüstungsindustrie notwendig wurde.
Nach dem Zweiten Weltkrieg gab es sieben Polizeireviere:
- 1. Polizeirevier für die Nordweststadt, Sitz in der Thomaestraße
- 2. Polizeirevier für die Nordstadt, Sitz in der Hamburger Straße
- 3. Polizeirevier für die Oststadt, Sitz in der Jasperallee
- 4. Polizeirevier für die westliche Innenstadt, Sitz am Lessingplatz
- 5. Polizeirevier für die östliche Innenstadt, Sitz in der Münzstraße
- 6. Polizeirevier für die Südweststadt, Sitz am Madamenweg
- 7. Polizeirevier für die Südoststadt, Sitz am Leonhardplatz

Bei einer Umorganisierung 1960 wurden bei den Polizeiaußenposten Rufsäulen aufgestellt und die Zahl der Polizeireviere auf fünf reduziert:
- 1. Polizeirevier für die Innenstadt, Sitz in der Münzstraße
- 2. Polizeirevier für den Bereich Nord, Sitz in der Hamburger Straße
- 3. Polizeirevier für die Oststadt, Sitz in der Jasperallee
- 4. Polizeirevier für den Bereich Süd, Sitz am Leonhardplatz
- 5. Polizeirevier für den Bereich West, Sitz am Madamenweg

Mit der Gebiets- und Verwaltungsreform 1974 wurden 22 umliegende Gemeinden in die Stadt Braunschweig integriert, womit sich der Zuständigkeitsbereich der Polizeidirektion von 76 auf 192 km² vergrößerte. Die Einwohnerzahl stieg von 218.000 auf 270.000 Personen.
1979 wurde der Neubau des 4. Polizeireviers eingeweiht, das zuvor seinen Sitz am Leonardplatz in den historischen Gebäuden des ehemaligen Klosterguts St. Leonhard hatte. Es war der erste Neubau seit dem Bau des Polizeireviers am Madamenweg 1890. Ein weiterer Neubau eines Polizeireviers entstand 1987 für den westlichen Stadtbereich. Bis 1989 waren alle Reviere in neue oder bessere Gebäude umgezogen. Lediglich das Polizeihauptgebäude in der Münzstraße von 1880 und das Gebäude der Kriminalpolizei an der Humboldtstraße in der 1910 erbauten Vendome-Kaserne waren verbesserungswürdig.
Durch die Polizeireform von 1994 in Niedersachsen wurden landesweit und auch in Braunschweig die Polizeireviere in Polizeikommissariate umbenannt. Im Zuge der Reform wurde die Landesbereitschaftspolizeiabteilung in Braunschweig mit Sitz im Stadtteil Gliesmarode personell reduziert. Dadurch entstanden freie Raumkapazitäten in ihrer Unterkunft, bei der es sich um die ehemalige Schill-Kaserne handelt. Sie wurde 1936 für die Reichswehr erbaut und wird seit 1952 von der niedersächsischen Bereitschaftspolizei genutzt. 2002 verlegte die Polizeidirektion ihren Hauptsitz von der Münzstraße auf das frühere Kasernengelände. Am ehemaligen Hauptsitz verblieb nur das 1. Polizeikommissariat. Das Gebäude der Kriminalpolizei an der Humboldtstraße wurde aufgegeben.

## Vorreiter der Zivilstreife
Anfang der 1960er Jahre nahm die Kriminalität in Braunschweig durch schwere Verbrechen und Überfälle rapide zu, so dass Bürger 1961 vom niedersächsischen Innenminister besseren Schutz einforderten. 1962 richtete die Polizeidirektion eine bis dahin bundesweit einmalige Polizeieinheit ein, die sich Nachtstreifenkommando (NStKdo) nannte. Die angehörigen Polizeibeamten waren nachts als Zivilstreife in der Stadt unterwegs, anfangs mit privaten Pkw und ohne Funkgeräte. Schon bald ging die Kriminalität in der Stadt um rund 25 % zurück. Diese Art der Kriminalitätsbekämpfung, vor allem bei der nächtlichen Straßenkriminalität, diente als Vorbild für die Polizeien anderer Bundesländer. 1970 erfolgte eine Umbenennung der Polizeieinheit in Ziviles Streifenkommando (ZSK), 1994 in Ziviler Streifendienst (ZSD) und schließlich in „Verfügungseinheit operative Kriminalitätsbekämpfung“ (VE -K-).

## Spektakuläre Kriminalfälle
- 1928–1936: Ermittlungen unter Kriminalsrat Georg Schraepel zu Friedrich Opitz wegen 64 Eisenbahnattentaten, 43 Raubüberfällen und drei Raubmorden in Braunschweig und im Braunschweiger Land
- 1945–1947: Ermittlungen zum Serienmord an 12 Grenzgängern von Ost nach West durch Rudolf Pleil im Harzgebiet[2]
- 1974: Tötungsdelikt an Helga Eckensberger (Körperverletzung mit Todesfolge und Diebstahl[3])
- 1977: Mord an fünfköpfiger Familie eines Bankdirektors in Braunschweig-Mascherode durch Ferenc Sos[4][5]
- 1997: Der Beienroder Pfarrer Klaus Geyer tötete seine Ehefrau im Affekt[6]

## Größere Polizeieinsätze und Katastrophenfälle
- 1956: Halbstarkenkrawalle
- 2009: Massenkarambolage auf der BAB 2 bei Braunschweig mit 259 Fahrzeugen und 66 Verletzten
- 2010: Zugunglück durch Zusammenstoß mit Lkw bei Rüningen mit 16 Verletzten

## Organisation
Die Polizeidirektion Braunschweig war lange Zeit nur für das Gebiet der Großstadt Braunschweig zuständig, umfasst aber heute als Flächenbehörde weite Teile der früheren Bezirksregierung Braunschweig und des Braunschweiger Landes. Die gegenwärtige (2011) Struktur der Polizeiorganisation entstand durch eine bedeutende Umorganisierung der Polizei Niedersachsen im Jahre 2004. Dabei wurde die Polizei aus den vier 2004 aufgelösten Bezirksregierungen herausgenommen.
Daraus entstanden die gegenwärtigen sechs Polizeidirektionen in der Fläche, zuvor gab es nur zwei städtische Polizeidirektionen in den Großstädten Braunschweig und Hannover.
Heute (2011) ist die Polizeidirektion Braunschweig neben einem Stabsbereich in die fünf Polizeiinspektionen (PI) Braunschweig, Gifhorn, Goslar, Salzgitter/Peine/Wolfenbüttel, Wolfsburg/Helmstedt und eine Zentrale Kriminalinspektion (ZKI) untergliedert. Die Reiter- und Diensthundführerstaffel Braunschweig ist Teil des Einsatzdezernats im Behördenstab.

### Polizeiinspektion Braunschweig
Die Polizeiinspektion Braunschweig ist für das Stadtgebiet Braunschweig zuständig. Sie ist untergliedert in:
| - Polizeikommissariat Mitte - Polizeikommissariat Nord mit den Polizeistationen: - Querum - Volkmarode - Waggum - Watenbüttel - Wenden | - Polizeikommissariat Bundesautobahn - Polizeikommissariat Süd mit den Polizeistationen: - Heidberg - Südstadt - Rüningen - Lehndorf |

Zum Zentralen Kriminaldienst der Polizeiinspektion Braunschweig gehören die Fachkommissariate:
- Fachkommissariat 1
  - Straftaten gegen das Leben
  - Brandstiftungen
  - Sexualdelikte
  - Vermisste Personen
- Fachkommissariat 2
  - Raub und Erpressungsdelikte
  - Hehlerei
  - Drogenkriminalität
- Fachkommissariat 3
  - Wirtschaftskriminalität
  - Korruptionsdelikte
  - Betrug
- Fachkommissariat 4
  - Polizeilicher Staatsschutz
  - Personenschutz
  - Extremismus
- Fachkommissariat 5
  - Kriminaldauerdienst
  - Kriminalaktenhaltung
  - Erkennungsdienst
  - Asservate
- Fachkommissariat 6
  - Straftaten durch Minderjährige

### Zentrale Kriminalinspektion
Zur ZKI gehören die Fachkommissariate und Spezialeinheiten:
- Fachkommissariat Organisierte- und Schwerstkriminalität
- Fachkommissariat Bandenkriminalität
- Fachkommissariat Wirtschaftskriminalität/Korruption
- MEK
- Direktionsfahndung

## Behördenleiter
Die Polizeidirektion Braunschweig hatte seit ihrer Gründung folgende Leiter:
| - 1814–1831 H. Gravenhorst (Polizeidirektor) - 1831–1841 Friedrich Pini - 1841–1846 Carl Ernst Ruff - 1846–1848 Louis von Bernewitz - 1848–1850 Heinrich Caspari - 1850–1862 Hartwig Cleve - 1862–1878 Eduard Meyer - 1878–1880 Wilhelm Pockels - 1880–1886 Eduard Orth - 1886–1888 Bernhard Breithaupt - 1888–1907 August Proetzel - 1907–1918 Carl vor dem Busch - 1918–1919 Heimbert Tappe - 1919–1920 Rudolf Hoffmeister - 1920–1922 Wilhelm Buchterkirchen (Polizeipräsident) - 1922–1923 Rittmeyer - 1923–1927 Guido Haag | - 1927–1931 Rudolf Hoffmeister - 1931–1938 Johannes Lieff - 1938–1945 Hermann Schmauser - 1945–1945 Wilhelm Buchterkirchen - 1945–1947 Heinrich Klages (Chef der Polizei) - 1947–1951 Horst W. Baerensprung - 1951–1951 Paul Rabitz - 1951–1954 Hermann Müller (Polizeipräsident) - 1954–1955 Günther Bliesener - 1955–1973 Wilhelm Brasse - 1973–1976 Helmuth Plügge - 1976–1987 Detlef Dommaschk - 1987–1990 Christoph von Katte - 1990–1994 Klaus Spenst - 1994–2004 Horst-Udo Ahlers - 2004–2013 Harry Döring - 2013–2025 Michael Pientka - seit 2025 Thomas Ring |